# アルコル橋
アルコル橋(仏 : Pont d'Arcole)は、フランスのパリ、セーヌ川に架かる橋である。
開通当初の2年間はグレーヴ歩行者橋と呼ばれていた。現在のアルコル橋という名前の由来は、ナポレオン・ボナパルトがオーストリア軍を破ったアルコレの戦いであるという説と、フランス7月革命でここに倒れた若き共和主義者の名前であるという説がある。
1828年、マルク・セギャンによって歩行者用の2径間吊橋がシテ島と右岸のグレーヴ広場（現在はオテル・ド・ヴィル広場）の間に架けられた。幅は6mだった。1854年に車両も通ることのできるような鉄の橋に架けかえられた。この橋が画期的だったのは、セーヌ川に架かる橋のうち初めて川の中に橋脚を持たない橋であり、また初めて鋳鉄ではなく錬鉄を使用したことだった。しかし1888年2月16日、突然20cmほどのたわみが生じたので補強工事が必要になった。1994年から1995年の間に橋床の補修、防水性の強化、塗装のやり直しが一度に行われた。
また、アルコル橋は第二次世界大戦において、ルクレール将軍の部隊がパリを解放したときに最初の戦車部隊の戦車が通った橋である。

## 交通
- メトロ1,11号線 オテル・ド・ヴィル駅Hôtel de Ville下車

## 隣の橋
（上流）マリー橋・
トゥルネル橋―ルイ・フィリップ橋・サン＝ルイ橋―アルコル橋―ノートルダム橋―シャンジュ橋（下流）